# 만남의 광장 (2007년 영화)
《만남의 광장》은 2007년에 개봉한 대한민국의 코미디 영화이다.

## 줄거리
강원도의 인적 드문 마을 청솔리. 모두가 한 가족같이 지내던 이 작은 마을에 어느 날 휴전선이 쳐지고 마을은 하루아침에 두 동강이 났다! 그야말로 청천벽력 날벼락 같은 상황! 눈 앞에서 가족과 생이별을 맞게 된 마을 사람들은 서로를 너무 그리워한 나머지 그들만의 은밀한 만남의 광장을 만드는데…
그로부터 30년 후, 청솔리 마을에 새로운 선생님이 부임하려고 했으니, 그는 바로 부푼 꿈을 안고 청솔리 마을로 부임하려던 장근(류승범 분). 하지만 장근 선생님이 지뢰를 밟아 3개월간의 사투를 벌이는 사이, 옆을 지나가던 삼청 교육대 출신 공영탄(임창정 분)이 선생님으로 부임하게 된다. 삼청 교육대가 어디 지방 교육대쯤으로 생각하는 청솔리 사람들은 공영탄을 좋아하고 따른다. 그러던 어느 날, 마을 이곳 저곳을 돌아다니던 중 우연히 마을의 은밀한 장소의 입구를 발견한 공영탄. 청솔리 주민들은 그들만의 '만남의 광장' 이 발각될까 두려운 마음으로 인해 술렁거리기 시작하고. 시치미를 떼는 마을 사람들과 더욱 의심이 깊어지는 공영탄, 이들 때문에 청솔리 마을 전체에 또 다른 위기가 닥치는데…

## 캐스팅
- 임창정: 공영탄 역
- 박진희: 선미 역
- 임현식: 남쪽 이장 역
- 이대로: 북쪽 이장 역
- 이한위: 종석 역
- 김나운: 영희 모 역
- 이상훈: 동엽 역
- 김희원: 김 하사 역
- 정진: 마 대위 역
- 손진호: 젊은 남쪽 이장 역
- 손병희: 젊은 북쪽 이장 역
- 송재룡: 종석 부 역
- 주명철: 덕용 부 역
- 금동현: 동팔 부 역
- 박남희: 동팔 모 역
- 박찬국: 동수 부 역
- 최효상: 동수 부 역
- 박현영: 달수 모 역
- 최우혁: 동구 역
- 이형철: 봉구 역
- 권오민: 길중 역
- 이승민: 영희 역
- 권수현: 순이 역
- 양영조: 안 중사 역
- 심원철: 덕용 역
- 홍기훈: 달수 역
- 김진석: 어린 달수 역
- 김두용: 길중 부 역
- 황효은: 길중 모 역
- 박경순: 순이 부 / 동식 부 역
- 홍경연: 순이 모 역
- 유선희: 동구 모 역
- 임현성: 군인 1 역
- 임태상: 군인 2 역
- 이두열: 군인 3 역
- 서태민: 군인 4 역
- 마이크: 미군 1 역
- 제임스: 미군 2 역
- 에드 포이척: 미군 3 역
- 조석현: 형사 역
- 손종학: 공무원 역
- 김홍수: 중년 남 역
- 윤해린: 과부댁 항선 역
- 최무인: 잡배 1 역
- 서동갑: 잡배 2 역
- 한명준: 날치기 역
- 류승범: 장근 역(특별출연)
- 김수미: 어르신 역(특별출연)
- 백일섭: 영탄 부 역(특별출연)
- 김형자: 영탄 모 역(특별출연)
- 최성국: 근사한 남자 역(특별출연)
- 김광규: 연대장 역(특별출연)
- 박성호: 다중이 역(특별출연)
- 김현기: 군 관계자 역(특별출연)